# Brittany Kaiser
Brittany Nicole Kaiser dite Brittany Kaiser (née le 6 novembre 1987), est l'une des cadres qui ont dirigé Cambridge Analytica. Elle y a été directrice du développement commercial, avant que l'entreprises et sa maison mère (le groupe SCL) et la plupart de ses filiales ne se déclarent en faillite. Ces faillites en série ont suivi les révélations d'usages malhonnêtes de données personnelles volées sur des dizaines de millions de comptes Facebook. Ces usages qui se sont révélés avoir eu un impact probable sur de nombreuses élections dans le monde, et en particulier sur le résultat du vote lors du référendum britannique sur le Brexit et de l'élection présidentielle américaine de 2016 qui a porté Donald Trump au pouvoir.
Tout comme son collègue Christopher Wylie, Brittany Kaiser a joué un rôle de témoin et de lanceur d'alerte, en décrivant devant le parlement britannique son implication dans les stratégies informatiques, commerciales et politiques de Cambridge Analytica, après avoir en privé été interrogée dans le cadre de l'« enquête Mueller ».

## Enfance
Brittany Kaiser est né à Houston.

Elle et a grandi à Lincoln Park au nord de Chicago,.

Son père travaillait dans le secteur de l'immobilier et sa mère travaillait pour la banque Enron.

## Éducation
Après avoir fréquenté l'école élémentaire à Chicago, elle déménage (en 2005) pour fréquenter la Phillips Academy Andover.
Elle s'est ensuite éclectiquement formée à l'université d'Édimbourg, à la City University of Hong Kong, au Birkbeck College de l'université de Londres, et a obtenu des certificats d'études à l'Institut de la Banque mondiale et à l'Institut américain de la paix.
Elle acquiert ensuite un doctorat en philosophie à l'université du Middlesex,,,.

## Carrière
Alors qu'elle étudiait à l'université d'Édimbourg, Brittany Kaiser a pris un congé pour aider l'équipe de communication de Barack Obama lors de sa campagne présidentielle en 2007.
Elle a aussi travaillé pour Amnesty International en tant que lobbyiste appelant à la fin des crimes contre l'humanité,.
De février 2015 à janvier 2018, elle a travaillé à temps plein pour le groupe SCL, la société mère de Cambridge Analytica et d'AggregateIQ, au poste de directrice du développement commercial, directement sous les ordres de la haute direction de l'entreprise, dont son PDG Alexander Nix.
À la suite des révélations dites du scandale des données Facebook-Cambridge Analytica / AggregateIQ, Brittany Kaiser part en Thaïlande. Elle rentre en Angleterre pour notamment témoigner devant le parlement britannique au sujet de Cambridge Analytica, et plus généralement à propos des menaces sur les données sensibles et la vie privée posées par Facebook.
En avril 2018, Brittany Kaiser a lancé une campagne Facebook appelant à la transparence, appelée #OwnYourData.
Brittany Kaiser est l'un des personnages clés qui apparaissent dans le documentaire Netflix The Great Hack, où elle explique le travail qu'elle faisait pour Cambridge Analytica,.
Avec ce documentaire, puis un livre, elle fait partie des « repentis » et lanceurs d'alertes qui ont donné des détails sur la façon dont Cambridge Analytica et Aggregate IQ, en lien avec le groupe SCL et leurs financiers conservateurs et libertariens de droite (américains et anglais) ont en quelques années manipulé de nombreuses élections dans le monde dont les votes qui ont abouti au Brexit ou à l'élection de Ted Cruz, de Donald Trump et de Jair Bolsonaro. Elle montre comment ces entités ont utilisé des courtiers en données et une application en ligne pour accumuler à très grande échelle, des informations de plus en plus précises sur des dizaines de millions d'utilisateurs de Facebook afin de pouvoir les influencer mentalement sans qu'il ne s'en rendent compte.
Son autobiographie, titrée The Cambridge Analytica Whistleblower's Inside Story of How Big Data, Trump, and Facebook Broke Democracy and How It Can Happen Again, a été publié par Harper en octobre 2019. Ce livre détaille comment les entreprises utilisent illégalement des données pour influencer les choix et comportement des gens à leur insu,,.
Dans une interview accordée à la BBC, Brittany Kaiser a dit qu'elle souhaitait que Facebook interdise purement et simplement toute publicité politique et toute propagande politique sur son réseau social.
En juin 2019, Brittany Kaiser a été nommé au conseil consultatif de Phunware, une société de technologie qui collecte la localisation des smartphones et les données des utilisateurs. Cette entreprise s'est impliquée dans la campagne de réélection de Trump 2020 grâce à un contrat de 3 millions de dollars attribué par American Made Media Consultants de Brad Parscale. Brittany Kaiser a démissionné de son conseil d'administration.[réf. nécessaire]
Le 1er janvier 2020, Brittany Kaiser a commencé à publier des documents internes montrant les liens entre Cambridge Analytica et la manipulation d'électeurs au Brésil, au Kenya et en Malaisie.
Le 15 juillet 2020, lors d'une interview en ligne faite par le média philippin Rappler, Brittany Kaiser y révèle que l'ancien sénateur Ferdinand « Bongbong » Marcos Jr, fils du défunt dictateur Ferdinand Marcos, a approché Cambridge Analytica en lui demandant un rebranding de l'image de la famille. Elle évoque les efforts de la famille Marcos pour améliorer son image, dont en passant par un révisionnisme historique scientifiquement fondé sur les données. Cette demande a — dit-elle — soulevé un vif débat au sein du personnel de Cambridge Analytica. Mais, en dépit de son caractère non-éthique, l'affaire a été acceptée par le PDG Alexander Nix, en tant qu'opportunité financière.
Rappler a sollicité un commentaire de Vic Rodriguez (porte-parole des Marcos). Ce dernier a nié la véracité des allégations faites par Brittany Kaiser. Il a affirmé que son parti n'avait même jamais entendu parler de Cambridge Analytica avant la médiatisation du scandale de violation de données. Rappler a été accusé par les Marcos d'avoir utilisé un « stratagème de marketing » pour renforcer le soutien du public envers le média, Marcos menaçant à ce propos le journal de représailles juridiques.
En juillet 2020, Brittany Kaiser est directrice de la campagne présidentielle de Brock Pierce en 2020.
Au magazine Business Digest, Brittany Kaiser a dit qu'elle souhaitait que les gens puissent posséder leurs données personnelles, et recevoir un dividende ou une contrepartie de la part de l'industrie (qui gagne plusieurs billions de dollars de revenus en exploitant ces données sensibles.
Sur la base de preuves apportées au comité de la Chambre des communes, la commissaire à l'information Elizabeth Denham a déclaré que Brittany Kaiser avait refusé d'être interrogé par eux en raison de leur enquête sur Cambridge Analytica et Facebook.

## Relations avec Wikileaks et Julian Assange
Un groupe de 33 000 messages effacés du serveur de messagerie personnel qu'Hillary Clinton utilisait quand elle était secrétaire d'État a été au centre de l'attention de Trump et de ses alliés lors de la campagne présidentielle. Selon l’une des sources proches de l’enquête « Il n’est pas du tout clair que quiconque ait piraté ou détenu les e-mails de Clinton », mais d'après le Wall Street Journal, au moins un agent républicain a tenté de recruter des pirates informatiques pour les obtenir. Et le 27 juillet 2016 au moment où la Convention nationale démocrate était en réunion, le candidat républicain Trump a fait une conférence de presse où il a fait appel au Kremlin pour récupérer ces courriels (supposés compromettants puisqu'effacés) : « Russie, si vous écoutez, j'espère que vous serez en mesure de trouver les 30 000 e-mails qui manquent ». « J'adore WikiLeaks! » a dit Trump lors du meeting du 10 octobre 2016, peu après que le Wikileaks ait commencé à publier des courriels piratés par John Podesta président de la campagne d'Hillary Clinton. Politifact a compté que Wikileaks a été mentionné au moins 137 fois par Trump durant sa campagne. Une rumeur a couru laissant penser que Trump pourrait gracier Assange ; et on sait que Roger Stone (conseiller de Trump) était en contact avec Assange par un intermédiaire ; et on apprendra plus tard qu'Alexander Nix (alors patron de Cambridge Analytica, très impliqué dans la campagne de Trump) a, dans un mail (notamment adressé à Rebekah Mercer), dit avoir « contacté » Assange en juillet 2016, en lui proposant de l'aider à indexer et à distribuer 33 000 courriels volés à Hillary Clinton. Assange aurait refusé l'offre de Cambridge Analytica ; c'est ce qu'il a lui-même dit lors d'une audition devant les députés anglais en février 2017 réunis en comité restreint (DCMS sur le numérique, la culture, les médias et le sport, présidé par Damian Collins).
Lors de sa première convocation par un comité de représentants du parlement anglais, Nix avait déclaré à cette commission : « Nous n'avons aucune relation avec WikiLeaks. Nous n'avons jamais parlé à personne chez WikiLeaks. Nous n'avons jamais fait affaire avec WikiLeaks. Nous n'avons aucune relation avec eux, point final ». Finalement, il semble que Nix ait contacté Assange, par courriel, via l'agence de conférence WikiLeaks dont il avait trouvé les coordonnées sur Internet.
Les archives de l'ambassade de l'Équateur (que The Guardian et Focus Ecuador ont consulté) montrent que Brittany Kaiser (alors encore directrice de Cambridge Analytica) a rencontré Assange, mais bien après les élections. Après le scandale des données Facebook-Cambridge Analytica / AggregateIQ, Brittany Kaiser dit aussi avoir orienté des paiements et dons en crypto-monnaie vers WikiLeaks, mais Nix ne lui aurait pas demandé d'être son intermédiaire.
Brittany Kaiser, interrogée par les députés en avril 2018, a expliqué que certains employés de Cambridge Analytica avaient « des contacts avec des avocats qui avaient également représenté Assange ». Son avocat a dit qu'elle a effectivement rencontré Julien Assange, en février 2017, mais sans avoir évoqué l'élection présidentielle américaine de 2016. Et Brittany Kaiser dit avoir effectivement rencontré le fondateur de Wikileaks durant environ 20 minutes, bien après la fin des élections américaines, en étant passé par John Jones (avocat expert en procédures d’extradition, ayant représenté Assange à partir en 2015 dans l'affaire d'extradition contre le gouvernement suédois, qui est devenu un ami proche d'Assange, qui lui a rendu visite chaque semaine jusqu'à ce qu'il ait été tué, percuté par un train le 16 avril 2016, l'enquête s'est arrêtée rapidement (contre l’avis de la juge Mary Hassell) concluant à un suicide). Elle a, dit-elle, écouté ce qu'il avait vécu ces derniers temps. Ces informations sont données aux enquêteurs parlementaires et des parlementaires au Royaume-Uni et aux États-Unis alors que l’avocat spécial Robert Mueller III enquêtait déjà sur Cambridge Analytica d'une part, et sur WikiLeaks d'autre part.

### Filmographie
- Film sur le scandale de Cambridge Analytica (The Great Hack)